# Delray Beach International Tennis Championships 2001 - Qualificazioni singolare
Le qualificazioni del singolare  del Delray Beach International Tennis Championships 2001 sono state un torneo di tennis preliminare per accedere alla fase finale della manifestazione. I vincitori dell'ultimo turno sono entrati di diritto nel tabellone principale. In caso di ritiro di uno o più giocatori aventi diritto a questi sono subentrati i lucky loser, ossia i giocatori che hanno perso nell'ultimo turno ma che avevano una classifica più alta rispetto agli altri partecipanti che avevano comunque perso nel turno finale.
Le qualificazioni del torneo Delray Beach International Tennis Championships 2001 prevedevano 32 partecipanti di cui 4 sono entrati nel tabellone principale.

## Teste di serie
1. Daniel Elsner (primo turno)
2. George Bastl (primo turno)
3. Fernando González (primo turno)
4. Jacobo Diaz-Ruiz (primo turno)

1. Edwin Kempes (Qualificato)
2. Neville Godwin (primo turno)
3. Kristian Pless (primo turno)
4. Cyril Saulnier (Qualificato)

## Qualificati
1. Flávio Saretta
2. Peter Wessels

1. Cyril Saulnier
2. Edwin Kempes

## Tabellone

### Legenda
| - Q = Qualificato - WC = Wild card - LL = Lucky loser | - ALT = Alternate - SE = Special Exempt - PR = Protected Ranking | - w/o = Walkover - r = Ritirato - d = Squalificato |

### Sezione 1
|  | Primo turno        | Primo turno        | Primo turno        | Primo turno | Primo turno |  |  | Secondo turno  | Secondo turno  | Secondo turno  | Secondo turno | Secondo turno |   |   | Ultimo turno   | Ultimo turno   | Ultimo turno   | Ultimo turno | Ultimo turno |  |
|  |                    |                    |                    |             |             |  |  |                |                |                |               |               |   |   |                |                |                |              |              |  |
|  |                    | Stéphane Huet      | Stéphane Huet      | 6           | 6           |  |  |                |                |                |               |               |   |   |                |                |                |              |              |  |
|  | 1                  | Daniel Elsner      | Daniel Elsner      | 0           | 0           |  |  | Stéphane Huet  | Stéphane Huet  | Stéphane Huet  | 5             | 1             |   |   |                |                |                |              |              |  |
|  | Flávio Saretta     | Flávio Saretta     | Flávio Saretta     | 6           | 6           |  |  | Flávio Saretta | Flávio Saretta | Flávio Saretta | 7             | 6             |   |   |                |                |                |              |              |  |
|  | Nicolas Thomann    | Nicolas Thomann    | Nicolas Thomann    | 4           | 2           |  |  |                |                |                |               |               |   |   | Flávio Saretta | Flávio Saretta | Flávio Saretta | 6            | 6            |  |
|  | Luis Horna         | Luis Horna         | Luis Horna         | 6           | 6           |  |  |                |                | Lionel Roux    | Lionel Roux   | Lionel Roux   | 2 | 1 |                |                |                |              |              |  |
|  | Lawrence Jnr. Gunn | Lawrence Jnr. Gunn | Lawrence Jnr. Gunn | 4           | 3           |  |  | Luis Horna     | Luis Horna     | 7              | 3             | 1             |   |   |                |                |                |              |              |  |
|  |                    | Lionel Roux        | Lionel Roux        | 7           | 6           |  |  | Lionel Roux    | Lionel Roux    | 62             | 6             | 6             |   |   |                |                |                |              |              |  |
|  | 7                  | Kristian Pless     | Kristian Pless     | 5           | 3           |  |  |                |                |                |               |               |   |   |                |                |                |              |              |  |

### Sezione 2
|  | Primo turno      | Primo turno      | Primo turno    | Primo turno | Primo turno |  |  | Secondo turno    | Secondo turno    | Secondo turno | Secondo turno | Secondo turno |   |   | Ultimo turno  | Ultimo turno  | Ultimo turno | Ultimo turno | Ultimo turno |  |
|  |                  |                  |                |             |             |  |  |                  |                  |               |               |               |   |   |               |               |              |              |              |  |
|  |                  | Jurij Ščukin     | 5              | 6           | 7           |  |  |                  |                  |               |               |               |   |   |               |               |              |              |              |  |
|  | 2                | George Bastl     | 7              | 3           | 63          |  |  | Jurij Ščukin     | Jurij Ščukin     | Jurij Ščukin  | 5             | 2             |   |   |               |               |              |              |              |  |
|  | Peter Wessels    | Peter Wessels    | Peter Wessels  | 7           | 6           |  |  | Peter Wessels    | Peter Wessels    | Peter Wessels | 7             | 6             |   |   |               |               |              |              |              |  |
|  | Daniel Melo      | Daniel Melo      | Daniel Melo    | 5           | 0           |  |  |                  |                  |               |               |               |   |   | Peter Wessels | Peter Wessels | 6            | 4            | 6            |  |
|  | Jeff Salzenstein | Jeff Salzenstein | 6              | 5           | 6           |  |  |                  |                  | Ramón Delgado | Ramón Delgado | 1             | 6 | 3 |               |               |              |              |              |  |
|  | Solon Peppas     | Solon Peppas     | 2              | 7           | 4           |  |  | Jeff Salzenstein | Jeff Salzenstein | 4             | 7             | 4             |   |   |               |               |              |              |              |  |
|  |                  | Ramón Delgado    | Ramón Delgado  | 6           | 6           |  |  | Ramón Delgado    | Ramón Delgado    | 6             | 5             | 6             |   |   |               |               |              |              |              |  |
|  | 6                | Neville Godwin   | Neville Godwin | 3           | 4           |  |  |                  |                  |               |               |               |   |   |               |               |              |              |              |  |

### Sezione 3
|  | Primo turno       | Primo turno       | Primo turno       | Primo turno | Primo turno |  |  | Secondo turno | Secondo turno  | Secondo turno | Secondo turno  | Secondo turno  |   |   | Ultimo turno | Ultimo turno  | Ultimo turno  | Ultimo turno | Ultimo turno |  |
|  |                   |                   |                   |             |             |  |  |               |                |               |                |                |   |   |              |               |               |              |              |  |
|  |                   | Daniel Dauber     | Daniel Dauber     | 6           | 6           |  |  |               |                |               |                |                |   |   |              |               |               |              |              |  |
|  | 3                 | Fernando González | Fernando González | 4           | 3           |  |  | Daniel Dauber | Daniel Dauber  | 3             | 7              | 5              |   |   |              |               |               |              |              |  |
|  | Ytai Abougzir     | Ytai Abougzir     | Ytai Abougzir     | 6           | 1           |  |  | Ytai Abougzir | Ytai Abougzir  | 6             | 63             | 7              |   |   |              |               |               |              |              |  |
|  | Fredrik Jonsson   | Fredrik Jonsson   | Fredrik Jonsson   | 2           | 0r          |  |  |               |                |               |                |                |   |   |              | Ytai Abougzir | Ytai Abougzir | 2            | 2            |  |
|  | Mauricio Hadad    | Mauricio Hadad    | 5                 | 6           | 7           |  |  |               |                | 8             | Cyril Saulnier | Cyril Saulnier | 6 | 6 |              |               |               |              |              |  |
|  | Laurence Tieleman | Laurence Tieleman | 7                 | 3           | 62          |  |  |               | Mauricio Hadad | 7             | 3              | 3              |   |   |              |               |               |              |              |  |
|  | 8                 | Cyril Saulnier    | Cyril Saulnier    | 6           | 6           |  |  | 8             | Cyril Saulnier | 5             | 6              | 6              |   |   |              |               |               |              |              |  |
|  |                   | Jimy Szymanski    | Jimy Szymanski    | 2           | 3           |  |  |               |                |               |                |                |   |   |              |               |               |              |              |  |

### Sezione 4
|  | Primo turno             | Primo turno             | Primo turno             | Primo turno | Primo turno |  |  | Secondo turno       | Secondo turno           | Secondo turno           | Secondo turno | Secondo turno |   |   | Ultimo turno | Ultimo turno        | Ultimo turno        | Ultimo turno | Ultimo turno |  |
|  |                         |                         |                         |             |             |  |  |                     |                         |                         |               |               |   |   |              |                     |                     |              |              |  |
|  |                         | Eric Nunez              | Eric Nunez              | 6           | 6           |  |  |                     |                         |                         |               |               |   |   |              |                     |                     |              |              |  |
|  | 4                       | Jacobo Diaz-Ruiz        | Jacobo Diaz-Ruiz        | 4           | 4           |  |  | Eric Nunez          | Eric Nunez              | Eric Nunez              | 4             | 3             |   |   |              |                     |                     |              |              |  |
|  | Marc-Kevin Goellner     | Marc-Kevin Goellner     | Marc-Kevin Goellner     | 7           | 6           |  |  | Marc-Kevin Goellner | Marc-Kevin Goellner     | Marc-Kevin Goellner     | 6             | 6             |   |   |              |                     |                     |              |              |  |
|  | Julián Alonso           | Julián Alonso           | Julián Alonso           | 5           | 2           |  |  |                     |                         |                         |               |               |   |   |              | Marc-Kevin Goellner | Marc-Kevin Goellner | 62           | 4            |  |
|  | Juan-Albert Viloca-Puig | Juan-Albert Viloca-Puig | Juan-Albert Viloca-Puig | 6           | 7           |  |  |                     |                         | 5                       | Edwin Kempes  | Edwin Kempes  | 7 | 6 |              |                     |                     |              |              |  |
|  | Hugo Armando            | Hugo Armando            | Hugo Armando            | 4           | 5           |  |  |                     | Juan-Albert Viloca-Puig | Juan-Albert Viloca-Puig | 2             | 6(1)          |   |   |              |                     |                     |              |              |  |
|  | 5                       | Edwin Kempes            | Edwin Kempes            | 6           | 7           |  |  | 5                   | Edwin Kempes            | Edwin Kempes            | 6             | 7             |   |   |              |                     |                     |              |              |  |
|  |                         | Sebastián Prieto        | Sebastián Prieto        | 3           | 5           |  |  |                     |                         |                         |               |               |   |   |              |                     |                     |              |              |  |